# Мотавита
Мотавита (исп. Motavita) — город и муниципалитет в центральной части Колумбии, на территории департамента Бояка. Входит в состав Центральной провинции.

## История
Поселение, из которого позднее вырос город, было основано в 1816 году.

## Географическое положение

Муниципалитет Мотавита

Город расположен на севере центральной части департамента, в гористой местности Восточной Кордильеры, к западу от реки Чуло, на расстоянии приблизительно 2 километров к западу от города Тунха, административного центра департамента. Абсолютная высота — 2906 метров над уровнем моря.
Муниципалитет Мотавита граничит на востоке с территорией муниципалитета Комбита, на юго-востоке и юге — с муниципалитетом Тунха, на западе — с муниципалитетами Сора и Чикиса, на севере — с муниципалитетом Аркабуко. Площадь муниципалитета составляет 62 км².

## Население
По данным Национального административного департамента статистики Колумбии, совокупная численность населения города и муниципалитета в 2015 году составляла 8067 человек.
Динамика численности населения муниципалитета по годам:
| 2005 | 2006 | 2007 | 2008 | 2009 | 2010 | 2011 | 2012 | 2013 | 2014 | 2015 |
| ---- | ---- | ---- | ---- | ---- | ---- | ---- | ---- | ---- | ---- | ---- |
| 6772 | 6898 | 7033 | 7157 | 7284 | 7409 | 7540 | 7671 | 7797 | 7933 | 8067 |

Согласно данным переписи 2005 года мужчины составляли 49,5 % от населения Мотавиты, женщины — соответственно 50,5 %. В расовом отношении белые и метисы составляли 99,8 % от населения города; негры, мулаты и райсальцы — 0,2 %.
Уровень грамотности среди всего населения составлял 91,8 %.

## Экономика
Основу экономики Мотавиты составляют сельское хозяйство и горная промышленность.

75,8 % от общего числа городских и муниципальных предприятий составляют предприятия торговой сферы, 18,3 % — предприятия сферы обслуживания, 3,3 % — промышленные предприятия, 2,6 % — предприятия иных отраслей экономики.